# Bernard Guillochon
 (juin 2022).
Bernard Guillochon, né le 15 avril 1943, est professeur émérite d’économie à l'Université Paris-Dauphine, spécialiste des questions d'économie internationale. Il s'intéresse particulièrement aux problèmes de compétitivité, aux théories de l’échange international, aux formes et aux effets du protectionnisme, et aux négociations commerciales internationales. Parmi ses nombreuses publications figurent notamment un manuel de référence en économie internationale, publié chez Dunod (en collaboration avec Annie Kawecki et Baptiste Venet), ainsi que deux autres ouvrages, La mondialisation (éditions Larousse), et Le protectionnisme (éditions La Découverte).
Il a assuré de nombreuses responsabilités à l'Université Paris-Dauphine : Directeur du Magistère Banque-Finance-Assurance de 1994 à 2003, Directeur du Centre de Recherche Eurisco de 2000 à 2007, Co-directeur du Master Affaires internationales de 1999 à 2011, et Directeur du département Licence Sciences des organisations entre 2006 et 2011.
Il est régulièrement intervenu entre 2011 et 2014 en Algérie pour des formations destinées aux cadres d’entreprises. Il assure des enseignements  destinés aux étudiants de l’Institut Tunis-Dauphine et aux étudiants du Cycle « Grandes Ecoles » de la Licence d’économie de l’Université  Paris-Dauphine .
Il est actuellement responsable du Cercle géopolitique de la Fondation Dauphine. 

## Biographie
D’abord assistant à Nantes puis à Paris-Dauphine, il devient Docteur en Sciences économiques en 1970. Sa thèse porte sur la généralisation de la théorie des avantages comparatifs.
Nommé maître assistant à partir de 1971, il consacre son temps à l'enseignement et à la recherche, et publie en particulier Les Théories de l'échange international, ouvrage traduit au Brésil. Devenu professeur, il part enseigner à Caen la microéconomie, l’histoire économique, et la macroéconomie internationale, de 1989 à 1994. De retour dans son université d'origine en 1994, il devient Directeur du Magistère Banque-Finance-Assurance jusqu'en 2003, et publie plusieurs ouvrages dans le même temps.
En 1995-96, il est Conseiller en tant qu'Expert au Ministère de l'Enseignement Supérieur et de la Recherche. Il dirige le Centre de Recherche en Économie Eurisco, de 2001 à 2007 et est co-directeur du Master Affaires internationales de 1999 à 2011. Il  est élu doyen du nouveau département Licence en économie et gestion de l'Université Paris-Dauphine, de 2006 à 2011. Il est également enseignant à l'ENA, entre 1999 et 2008, membre du jury du concours d'Agrégation d'économie et gestion de 1991 à 1997, et membre du concours Adjoint de Direction de la Banque de France de 2004 à 2007.  Il est nommé Chevalier de l'Ordre des Palmes Académiques en 2008.
De 2011 à 2014 il donne des conférences à l'Institut pratique du journalisme, à Tunis et à Alger. Il dirige actuellement le Cercle géopolitique de l'Université Paris-Dauphine.

## Domaines de recherche
Théories de la spécialisation internationale, effets de la mondialisation, libre-échange et protectionnisme, économie politique de la protection, Organisation Mondiale du Commerce, investissements directs étrangers, déséquilibres macroéconomiques internationaux.

## Travaux et publications (bibliographie sélective)
- Les théories de l'échange international (1976), Collection SUP, Paris, Presses universitaires de France, 200 p. Ce livre  a été traduit en portugais et publié aux éditions Campus, Rio de Janeiro, en 1979.
- La France des années soixante-dix est-elle protectionniste? (1982), Revue économique, novembre.
- La France contemporaine: une approche d'économie descriptive (1986), Collection "Économie et Statistiques Avancées", Paris, Economica, 472 p.
- Échanges intra-branches et commerce inter-blocs: les relations CEE États-Unis Japon (1993), Chapitre 6, Mondialisation et Régionalisation, J.L. Mucchielli et F. Celimène, éd., Paris, Economica
- Économie internationale (1993), 1re édition, Paris, Dunod, 238 p.
- L'OMC : un premier bilan (1997), Revue française d'économie, automne.
- Échanges internationaux et ajustements monétaires: la poursuite des débats (2000), chapitre XXXVI de l'ouvrage collectif Nouvelle histoire de la pensée économique, A. Béraud  et G. Facarrello (éd.), 3e tome, éditions La Découverte
- Parité des pouvoirs d'achat (2001), Dictionnaire des Sciences économiques, C. Jessua, C. Labrousse, D. Vitry éd., Paris, Presses universitaires de France
- Le Protectionnisme (2001), Collection "Repères", Paris, éditions La Découverte, 125 p.
- La Mondialisation (2004), 1re édition, Coll. "Petite Encyclopédie", Paris Larousse, traduit en italien, espagnol, portugais, grec et vietnamien, 130 p.
- L’ économie politique  du protectionnisme (2006), in La question  politique en économie internationale, P. Berthaud et  G. Kébabdjian (éd.), Coll. « Recherches », La Découverte
- La mondialisation (2009), 3e édition, Collection « Petite Encyclopédie », Paris, Larousse, 130 p. ; traduit en vietnamien
- Économie internationale  (2012), en coll. avec A. Kawecki et B. Venet, Collection « Manuel et exercices corrigés », 7e édition, Paris, Dunod, 355 p
- L’approche économique du bilatéralisme et du multilatéralisme (2010), in Le commerce international entre bi et multilatéralisme, AIDE (Association internationale de droit économique) éd., Bruxelles, éditions Larcier
- La politique du commerce extérieur (2013), Article de l' Encyclopaedia Universalis
- Le redressement de la compétitivité passe-t-il par des politiques protectionnistes ? (2014), in Cahiers français, N° 380, La Documentation française
- Les conflits autour du libre-échange (2014), in Problèmes économiques, Hors  Série, Comprendre l’économie mondiale, N° 6, septembre 2014